# SpaceX CRS-21
A missão SpaceX CRS-21, também conhecida como SpX-21, é uma missão de Serviço de Reabastecimento Comercial para a Estação Espacial Internacional lançada no dia 6 de dezembro de 2020.  A missão foi contratada pela NASA e foi conduzida pela SpaceX usando uma cápsula Cargo Dragon 2. Este foi o primeiro voo da SpaceX sob o contrato CRS Fase 2 da NASA firmado em janeiro de 2016. Este foi o primeiro voo da Cargo Dragon, e a primeira versão da Cargo Dragon 2 que estará ancorada ao mesmo tempo com uma cápsula Crew Dragon (SpaceX Crew-1). Esta missão está planejada para usar o Booster B1058.4, tornando-se a primeira missão da NASA a reutilizar um booster usado anteriormente em uma missão não contratada pela NASA. Esta também é a primeira vez que a SpaceX lançará uma carga da NASA em um booster com mais de um voo realizado.  

## Cargo Dragon
A SpaceX planeja reutilizar as cápsulas Cargo Dragon até cinco vezes. A Cargo Dragon foi lançada sem assentos, controles do cockpit, sistema de suporte de vida necessário para manter os astronautas no espaço e os motores de abortagem SuperDraco. Este novo projeto oferece diversos benefícios, incluindo um processo mais rápido de recuperação, recondicionamento e reuso em voo em comparação com o projeto anterior da Dragon do CRS usado para missões de carga da ISS. 
Embora a missão CRS-21 esteja atualmente planejada para ser uma missão padrão de 30 dias, o documento mais recente do Painel de Integração de Planejamento de Voo (FPIP) indica que, a partir da CRS-23, as missões de carga da SpaceX passarão se estender para 60 dias ou mais. 
Iniciando na missão CRS-21, as novas cápsulas Dragon Cargo irão amerissar usando um paraquedas no Oceano Atlântico no leste da Flórida, ao invés da atual zona de recuperação no Oceano Pacífico a oeste de Baja California. Esta preferência da NASA foi adicionada aos contratos do CRS-2 .  

## Missão

### Tentativas de Lançamento
| Tentativa nº | Data/Hora                        | Resultado | Tempo de Recondicionamento | Motivo | Ponto de Decisão | % de Meteorologia Apta / Não Apta | Observações |
| ------------ | -------------------------------- | --------- | -------------------------- | ------ | ---------------- | --------------------------------- | ----------- |
| 1            | 5 de dezembro de 2020, 16:39 UTC |           |                            |        | 40% / 60%        |                                   |             |

## Carga Principal
A NASA é a contratante da missão CRS-21 da SpaceX e, portanto, determina qual é carga principal, a data de lançamento e os parâmetros orbitais da Cargo Dragon.
- Investigações científicas: 953 quilogramas (2 100 lb)
- Hardware de veículo: 317 quilogramas (700 lb)
- Suprimentos para tripulação: 364 quilogramas (800 lb)
- Equipamentos de caminhada espacial: 120 quilogramas (260 lb)
- Recursos computacionais: 46 quilogramas (100 lb)
- Hardware Russo: 24 quilogramas (53 lb)
- Cargas externas: 1,090 quilogramas (2,40 lb)

A cápsula pressurizada da CRS-21 carregará uma série de outras pesquisas, incluindo estudos sobre como as condições do espaço afetam a interação entre micróbios e minerais. 